# کالیبر ۴۵ کلت
کالیبر ۴۵ کلت (انگلیسی: .45 Colt) یا کالیبر ۳۳×۱۱٫۴۳ میلی‌متر آر (انگلیسی: 11.43×33mmR) یک فشنگ تفنگ دستی لبه‌دار و دیواره مستقیم بدون گلوگاه متعلق به سال ۱۸۷۲ است. این فشنگ در اصل یک فشنگ هفت‌تیر باروت-سیاه بود که برای هفت‌تیر کلت تکنواخت ارتشی ساخته شده بود. این فشنگ در سال ۱۸۷۳ توسط نیروی زمینی ایالات متحده آمریکا پذیرفته شد و به مدت ۱۴ سال به عنوان یک فشنگ رسمی ارتش ایالات متحده خدمت کرد.